# Sherry (nome)
Sherry  è un nome proprio di persona inglese femminile.

## Varianti
- Femminili: Shari[1], Sheree[1], Sheri[1], Sherie[1], Sherri[1], Sherrie[1]

## Origine e diffusione
Potrebbe derivare sia dal termine francese chérie (da cui anche Cherie), che significa "[persona] cara", sia dal nome dello sherry, un vino originario della città spagnola di Jerez; il nome di quest'ultimo si è originato come una ipotetica forma singolare di sherris, dall'espressione [vino de] Xeres.
Come nome cominciò ad essere usato negli anni 1920, forse su ispirazione dei romanzo di Colette Chéri e La fine di Chéri (dove però era usato per un personaggio maschile). La variante Sheree venne resa celebre grazie all'attrice Sheree North; la variante Shari, invece, può anche essere una forma diminutiva del nome Sharon.

## Onomastico
Si tratta di un nome adespota, in quanto non è portato da alcuna santa. L'onomastico si festeggia quindi il 1º novembre, in occasione di Ognissanti.

## Persone

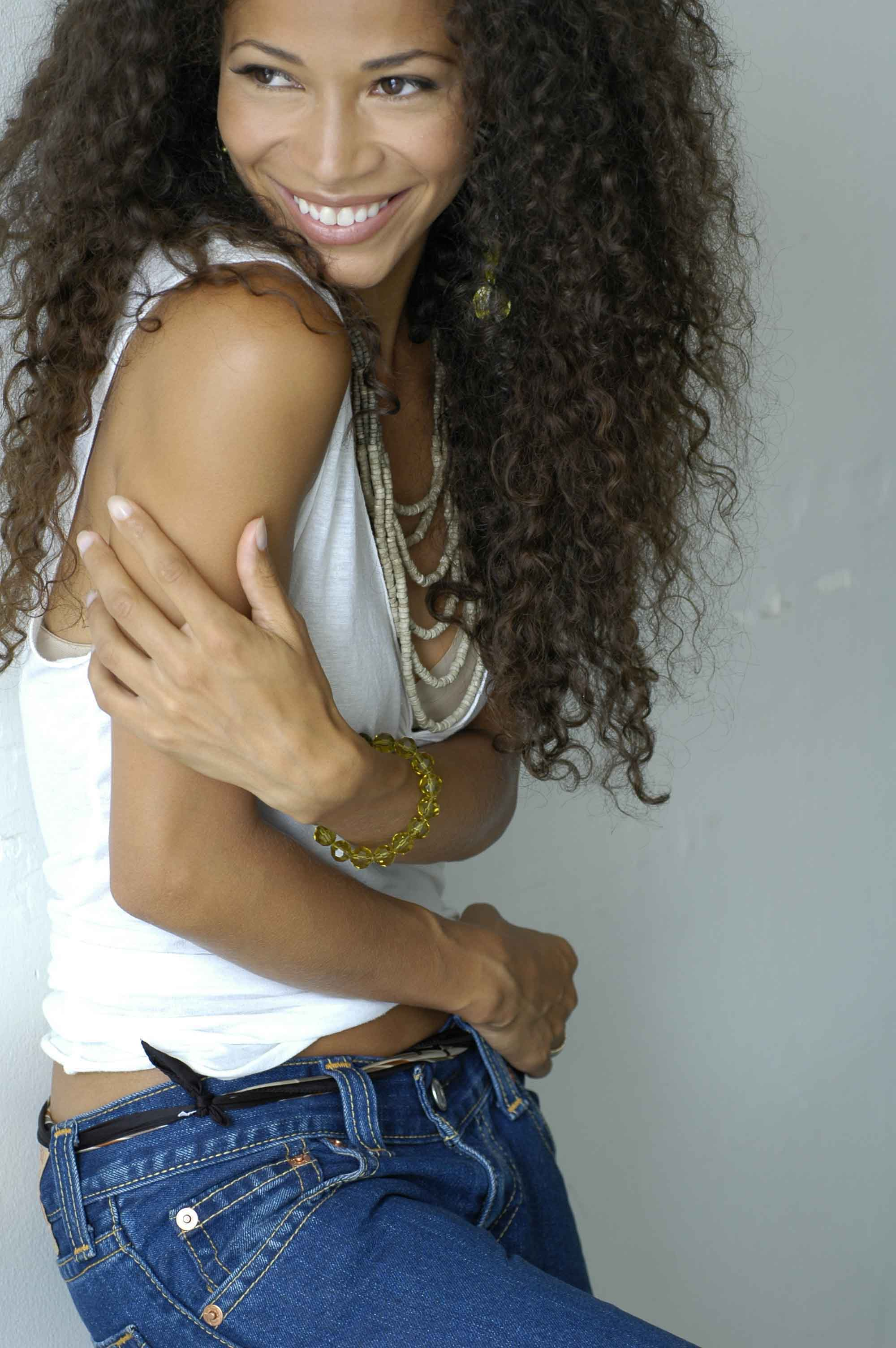
Sherri Saum

- Sherry Alberoni, attrice statunitense
- Sherry Miller, attrice canadese
- Sherry Stringfield, attrice statunitense

### Variante Sherri
- Sherri Martel, wrestler, manager e valletta di wrestling statunitense
- Sherri Saum, attrice e modella statunitense
- Sherri Shepherd, attrice, comica e personaggio televisivo statunitense

### Variante Sheri

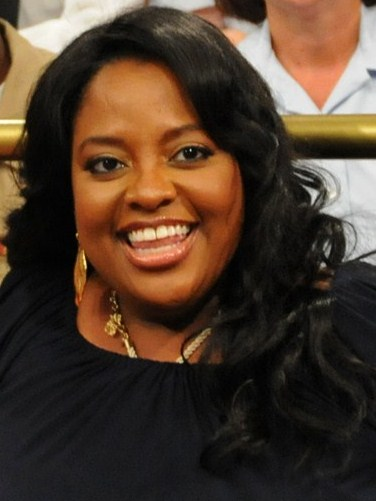
Sherri Shepherd

- Sheri Moon, attrice, modella, ballerina e stilista statunitense
- Sheri Sam, cestista statunitense
- Sheri S. Tepper, scrittrice statunitense

### Altre varianti
- Sherrie Levine, fotografa e un'artista statunitense
- Sheree North, attrice, cantante e ballerina statunitense
- Sheree J. Wilson, attrice statunitense

## Il nome nelle arti
- Sherri è un personaggio della serie animata I Simpson.
- Sherry è il nome in codice usato da Ai Haibara, personaggio della serie anime Detective Conan.
- Sherry Birkin è un personaggio della serie di videogiochi Resident Evil.
- Sherrie Christian è un personaggio del film del 2012 Rock of Ages, diretto da Adam Shankman.
- Sherry Palmer è un personaggio della serie televisiva 24.
- Sherry Swanson è un personaggio del film del 2006 SherryBaby, diretto da Laurie Collyer.